# Esirahu
Esirahu (également Rohirahu) est une île d'Estonie dans le comté occidental du village de Puise (en) près de la côte de la péninsule de Puise. 
L'île se trouve dans le golfe de Riga, à 300 mètres au nord-est de Külanuka, et appartient à la zone de protection spéciale des îles Väinameri du parc national de Matsalu.

## Géographie
L'île est en forme de rein et possède une végétation herbacée. Sa superficie est de 2 hectares et la longueur totale de son littoral est de 565 mètres.